# SORL1
المستقبل ذو الصلة بالسورتلين،L (قسم DLR) المحتوي على تكرارات A (بالإنجليزية: Sortilin-related receptor, L(DLR class) A repeats containing)‏ هو بروتين يُشفَّر لدى البشر بواسطة الجين SORL1. وهو مستقبل عصبي لصميم البروتين الشحمي E، ويُعبَّر عن هذا الجين بشكل رئيسي في الجهاز العصبي المركزي.

## الأهمية السريرية
من علامات التنبؤ بالإصابة بمرض آلزهايمر حدوث طفرات في جين صميم البروتين الشحمي E ‏(APOE). يُعتقد أن العوز في مستقبلات APOE عامل مساهم في مرض آلزهايمر، ولوحظ انخفاضٌ معتبر في التعبير عن SORL1 ‏(LR11) في النسيج الدماغي للمصابين بمرض بآلزهايمر. رُبِط مستقبل صميم البروتين الشحمي E كذلك بتنظيم بروتين سلف النشواني ومعالجته الخاطئة التي لها دور في حدوث مرض آلزهايمر. تدعم دراسة حديثة بواسطة مجموعة من الباحثين الدوليين فرضية أن SORL1 يلعب دورا في تطوير كبار السن لمرض آلزهايمر، النتائج كانت معتبرة عبر فئات عرقية وإثنية.